# گوانامبی
گوانامبی (به پرتغالی: Guanambi) یک شهرداری در برزیل است که در باهیا واقع شده‌است. گوانامبی ۱٬۲۷۲٫۳۶۷ کیلومتر مربع مساحت و ۸۴٬۹۲۸ نفر جمعیت دارد و ۵۲۵ متر بالاتر از سطح دریا واقع شده‌است.